# Discografia di Raf
Questa pagina contiene la discografia del cantautore italiano Raf, che va dal 1980 al 2024.

## Album in studio
- 1984 – Raf
- 1988 – Svegliarsi un anno fa
- 1989 – Cosa resterà...
- 1991 – Sogni ...è tutto quello che c'è
- 1993 – Cannibali
- 1995 – Manifesto
- 1998 – La prova
- 2001 – Iperbole
- 2004 – Ouch
- 2006 – Passeggeri distratti
- 2008 – Metamorfosi
- 2011 – Numeri
- 2015 – Sono io

## Raccolte
- 1992 – Raf
- 1996 – Collezione temporanea
- 2005 – Tutto Raf
- 2012 – Le ragioni del cuore
- 2018 – Raf Tozzi

## Album dal vivo
- 2009 – Soundview
- 2019 – Due, la nostra storia

## EP
- 2024 – RAF40: The Unreleased Duets

## Singoli

### Come artista principale
- 1980 - Tintarella di luna/Say It's All Right Joy (con i Café Caracas)
- 1984 - Self Control
- 1984 - Change Your Mind
- 1985 - I Don't Want to Lose You
- 1986 - Hard
- 1987 - London Town
- 1987 - Gente di mare (con Umberto Tozzi)
- 1988 - Inevitabile follia
- 1988 - Il sapore di un bacio
- 1988 - Svegliarsi un anno fa
- 1989 - Cosa resterà degli anni '80
- 1989 - Ti pretendo
- 1989 - La battaglia del sesso
- 1991 - Interminatamente
- 1991 - Oggi un Dio non ho
- 1991 - Siamo soli nell'immenso vuoto che c'è
- 1991 - Senza respiro
- 1992 - Anche tu (con Eros Ramazzotti)
- 1992 - Amarsi o non amarsi
- 1993 - Il battito animale
- 1993 - Due
- 1993 - Stai con me
- 1995 - Sei la più bella del mondo
- 1995 - Il suono c'è
- 1995 - Dentro ai tuoi occhi
- 1995 - Io e te
- 1996 - Prima che sia giorno
- 1996 - È quasi l'alba
- 1996 - Un grande salto
- 1998 - Vita, storie e pensieri di un alieno
- 1999 - La danza della pioggia
- 1999 - Little Girl
- 2001 - Infinito
- 2001 - Via
- 2002 - Nei silenzi
- 2002 - Oasi
- 2004 - In tutti i miei giorni
- 2004 - Superstiti
- 2005 - Aria da niente
- 2006 - Dimentica
- 2006 - Passeggeri distratti
- 2006 - Il nodo
- 2007 - Salta più alto
- 2008 - Ossigeno
- 2008 - Non è mai un errore
- 2009 - Ballo
- 2009 - Per tutto il tempo
- 2011 - Un'emozione inaspettata
- 2011 - Senza cielo
- 2011 - Controsenso
- 2012 - Le ragioni del cuore
- 2012 - In questa notte
- 2014 - Show Me the Way to Heaven (Raf vs F-CLEF)
- 2015 - Come una favola
- 2015 - Rimani tu
- 2015 - Eclissi totale
- 2015 - Arcobaleni
- 2018 - Come una danza (con Umberto Tozzi)
- 2019 - Samurai (feat. d'Art)
- 2022 - Cherie
- 2022 - Ti pretendo XXX (con North of Loreto e Guè)
- 2023 - 80 voglia di te
- 2024 - La mia casa
- 2024 - Wave (con i Fast Boy)

### Come artista ospite
- 1990 - Tu vivrai (Pooh feat. Eros Ramazzotti, Enrico Ruggeri, Raf e Umberto Tozzi) - Pubblicato solo in Germania, Benelux e Spagna
- 1993 - Mi rubi l'anima (Laura Pausini feat. Raf) - Pubblicato solo in Francia
- 2003 - Che vuoto che c'è (Paps'n'Skar feat. Raf)
- 2005 - È necessario (Jetlag feat. Raf)
- 2013 - Sogno d'estate (Nathalie feat. Raf)
- 2013 - Gira il mondo (Stylophonic feat. Raf)
- 2020 - Liberi (Danti feat. Fabio Rovazzi e Raf)

### Singoli promozionali
- 1991 - Malinverno
- 1994 - Il canto

## Videografia

### Video musicali
| Anno | Titolo                                | Regista/i                               |
| ---- | ------------------------------------- | --------------------------------------- |
| 1984 | Self Control                          |                                         |
| 1987 | London Town                           |                                         |
| 1987 | Gente di mare (con Umberto Tozzi)     |                                         |
| 1989 | Ti pretendo                           | Stefano Salvati                         |
| 1989 | La battaglia del sesso                | Stefano Salvati                         |
| 1991 | Interminatamente                      |                                         |
| 1991 | Oggi un Dio non ho                    |                                         |
| 1991 | Siamo soli nell'immenso vuoto che c'è |                                         |
| 1991 | Senza respiro                         |                                         |
| 1993 | Il battito animale                    |                                         |
| 1993 | Due                                   |                                         |
| 1993 | Stai con me                           |                                         |
| 1995 | Sei la più bella del mondo            |                                         |
| 1996 | Prima che sia giorno                  |                                         |
| 1996 | Un grande salto                       |                                         |
| 1998 | Vita, storie e pensieri di un alieno  |                                         |
| 1999 | La danza della pioggia                |                                         |
| 1999 | Little Girl                           |                                         |
| 2001 | Infinito                              | Raf                                     |
| 2001 | Via                                   |                                         |
| 2002 | Nei silenzi                           |                                         |
| 2004 | In tutti i miei giorni                |                                         |
| 2004 | Superstiti                            |                                         |
| 2006 | Dimentica                             | Raf                                     |
| 2006 | Passeggeri distratti                  |                                         |
| 2007 | Salta più alto                        | Gaetano Morbioli                        |
| 2008 | Ossigeno                              | Gaetano Morbioli                        |
| 2008 | Non è mai un errore                   | Claudio D'Avascio                       |
| 2009 | Ballo                                 |                                         |
| 2009 | Per tutto il tempo                    |                                         |
| 2011 | Un'emozione inaspettata               | Gaetano Morbioli                        |
| 2011 | Senza cielo                           | Gaetano Morbioli                        |
| 2011 | Controsenso                           | Marco Salom                             |
| 2012 | Le ragioni del cuore                  | Gaetano Morbioli                        |
| 2012 | In questa notte                       | Gaetano Morbioli                        |
| 2015 | Come una favola                       | Gaetano Morbioli                        |
| 2015 | Rimani tu                             | Gaetano Morbioli                        |
| 2015 | Eclissi totale                        | Gaetano Morbioli                        |
| 2015 | Arcobaleni                            | Bianca Riefoli                          |
| 2018 | Come una danza (con Umberto Tozzi)    | Gaetano Morbioli                        |
| 2019 | Samurai (feat. D'Art)                 | Tahir Hussain                           |
| 2022 | Cherie                                | Lorenzo Corvaglia, Riccardo Pantaneschi |
| 2022 | Ti pretendo XXX                       | Marc Lucas                              |
| 2023 | 80 voglia di te                       | Emiliano Bechi                          |
| 2024 | La mia casa                           | Samuele Riefoli                         |
| 2024 | Wave                                  | Huy Tran                                |

#### Partecipazioni in video di altri artisti
| Anno | Titolo                   | Artista                         | Regista/i      |
| ---- | ------------------------ | ------------------------------- | -------------- |
| 2005 | È necessario             | Jetlag feat. Raf                | Fabio&Fabio    |
| 2013 | Sogno d'estate           | Nathalie feat. Raf              |                |
| 2013 | Gira il mondo            | Stylophonic feat. Raf           |                |
| 2020 | Ma il cielo è sempre blu | Italian Allstars 4 Life         | Mauro Russo    |
| 2021 | Liberi                   | Danti feat. Fabio Rovazzi e Raf | The Astronauts |